# تریکودیسکوما
تریکودیسکوما به انگلیسی: trichodiscoma،  نوعی بیماری پوستی و تومور خوش‌خیم و معمولاً به رنگ پوست است که اغلب صورت و بخش فوقانی تنه را درگیر می‌کند.

## همچنین ببینید
- سندرم Birt-Hogg-Dubé
- فیبروفولیکولوم
- فهرست بیماری‌های پوستی
- فهرست نئوپلاسم‌های پوستی مرتبط با سندرم‌های سیستمیک